# 傅蠢僧
傅蠢僧（1919年1月—2006年1月25日），山东省荣成靖海卫人，中国人民解放军开国大校。

## 生平
1940年1月入伍。1940年8月参加八路军。1941年5月加入中国共产党。历任八路军胶东军区第五支队第2团一营班长、排长、连长、副营长。1943年任胶东军区西海军分区独立团一营副营长、营长。
解放战争时期，任胶东军区西海军分区独立团参谋长，胶东军区司令部侦察科科长，胶东军区情报处副处长、处长，山东军区警备第4旅、警备第6旅参谋长，中国人民解放军第三十四军第100师参谋长。
中华人民共和国成立后，任青岛警备区司令部参谋长。1951年入南京军事学院学习。毕业留校任装甲兵教授会教员、教授会副主任、主任。1953年被评定为高教四级教授。1958年任装甲兵学院战役教研室主任、装甲兵学院训练部副部长、部长，装甲兵指挥学院院长。装甲兵工程学院正军职顾问。 1985年12月离职休养。
1955年获三级独立自由勋章，三级解放勋章。晋升大校军衔。